# Уолш, Тим (регбист)
Тим Уолш (англ. Tim Walsh, родился 10 апреля 1979 года в Сиднее) — австралийский регбист и регбийный тренер, действующий наставник женской сборной Австралии по регби-7 (с ней он выиграл золотые медали летних Олимпийских игр 2016 года). Выступал на позиции флай-хава (блуждающего полузащитника) за клуб «Квинсленд Редс» в Супер Регби, а также за несколько профессиональных клубов Англии и Италии. В прошлом — капитан сборной Австралии по регби-7.

## Ранние годы
Тим окончил англиканскую гимназию в Брисбене. В 1996 году дебютировал в регбийной сборной Австралии, составленной из школьников, а в 1998 году начал играть за регбийную сборную Австралии из юношей не старше 19 лет.

## Карьера игрока
Уолш дебютировал в 1999 году в профессиональном регби в составе команды «Квинсленд Редс», проведя в чемпионате провинций две игры. Выступал за сборную Австралии до 21 года в 2000 году и за студенческую сборную Австралии. В 2004 и 2010 годах Уолш провёл ещё несколько матчей в Супер Регби за команду Квинсленда.
Уолш играл в сезоне 2002/2003 за команду провинции Норт-Харбор в чемпионате провинций Новой Зеландии. В Англии Уолш представлял «Лидс Карнеги» и «Вустер Уорриорз» в чемпионате Англии, также был капитаном в «Ньюбери» и играл за «Бирмингем и Солихалл». В 2012 году в составе «Петрарки» из чемпионата Италии провёл свой последний сезон. В течение нескольких Мировых серий по регби-7 он играл за сборную Австралии и был её капитаном.

## Тренерская карьера
В 2013 году Тим Уолш принял руководство женской сборной Австралии по регби-7, с которой не только успешно прошёл квалификацию на Олимпийские игры в Рио-де-Жанейро, но и победил на олимпийском турнире. После церемонии награждения Уолш заявил: «Регби — это олимпийский спорт, и мы в нём очень успешно выступаем».
В сентябре 2015 года Тим Уолш также стал исполняющим обязанности главного тренера мужской сборной по регби-7, сменив ушедшего в отставку Герента Джона. Команда вышла на Олимпиаду, но ей уже руководил на играх Энди Френд.